# Interstate 405 (Kalifornien)
Die Interstate 405 (Abkürzung I-405) ist ein Interstate Highway im US-Bundesstaat Kalifornien. Sie ist eine Umfahrung der Interstate 5 durch die westlichen Gebiete der Metropolregion Los Angeles. Die Autobahn zählt zu den wichtigsten Nord-Süd-Verbindungen in Südkalifornien und ist die meistbefahrene Straße der Vereinigten Staaten mit täglich etwa 390.000 Fahrzeugen auf einigen Abschnitten. Die I-405 wird auch als der nördliche Teil des San Diego Freeways bezeichnet.
Die Straße ist Teil des California Freeway and Expressway Systems.

## Verlauf

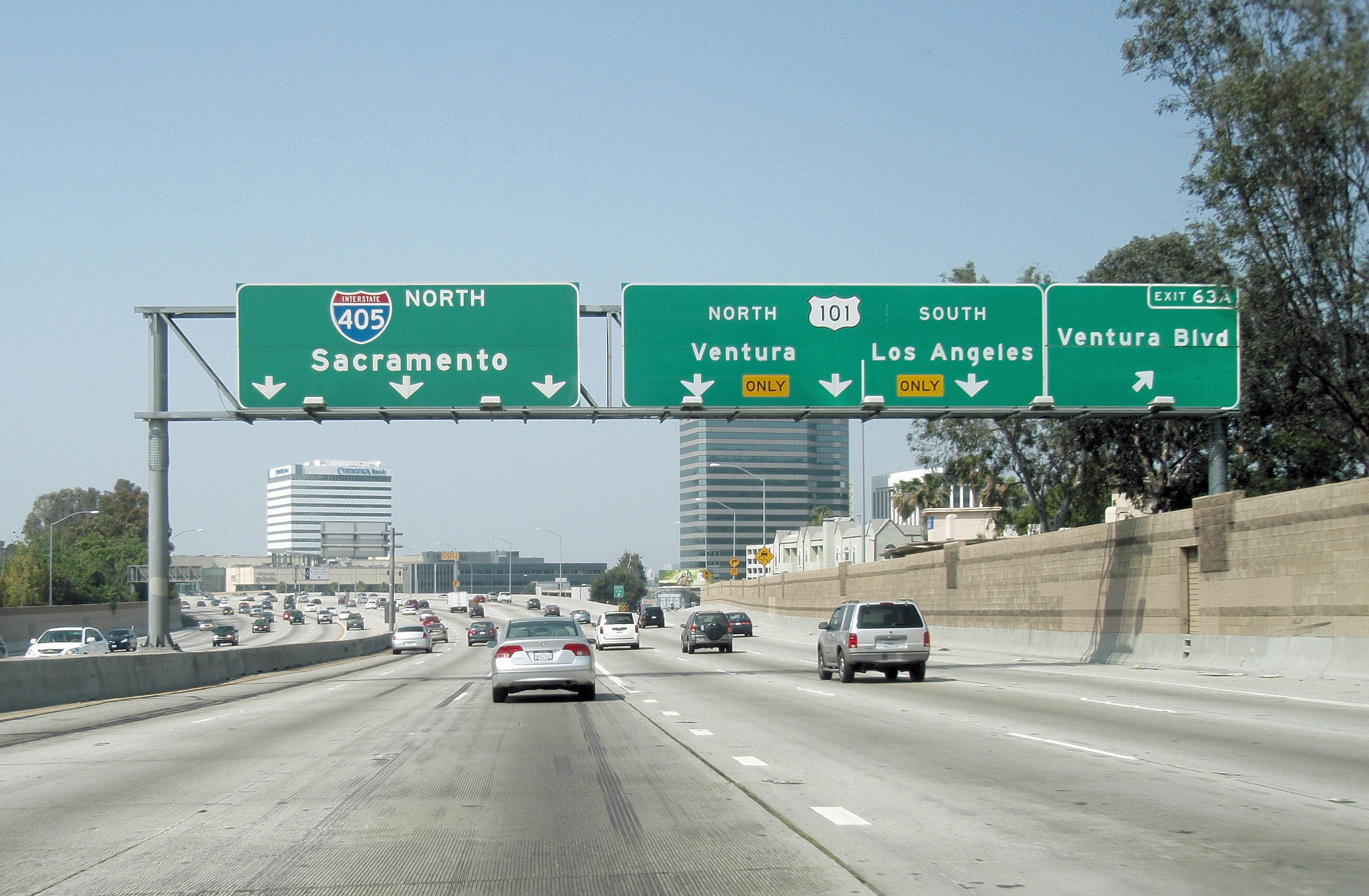
Der I-405 nahe der Kreuzung mit dem U.S. Highway 101

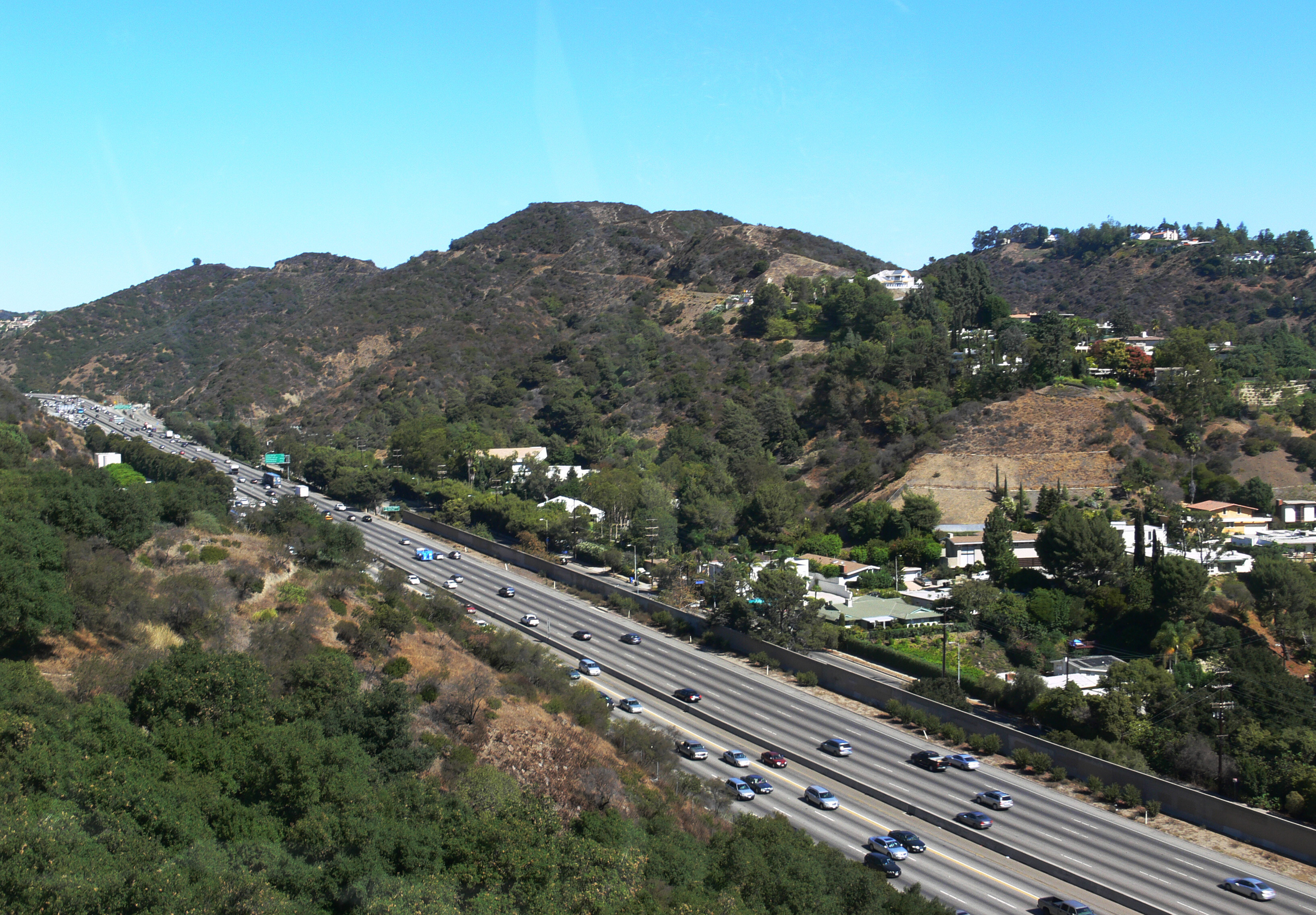
Blick vom Getty Center auf den San Diego Freeway

Die Interstate 405 beginnt am Autobahnkreuz El Toro Y in Irvine, wo sie von der Interstate 5 abzweigt. Die Straße verläuft zunächst in nordwestlicher Richtung durch das Orange County nach Long Beach im Los Angeles County. Der San Diego Freeway folgt in etwa der Küstenlinie des Pazifischen Ozeans, schwenkt dabei aber zwischen 8 und 16 Kilometer ins Landesinnere. Im Norden der Großstadt Los Angeles überwindet er dann den Sepulveda Pass in den Santa Monica Mountains. Weiter nördlich durchläuft die I-405 das San Fernando Valley, bevor sie schließlich bei Mission Hills wieder in die Interstate 5 mündet.

### Sehenswürdigkeiten an der I-405
Entlang der Interstate 405 liegen zahlreiche Sehenswürdigkeiten und erwähnenswerte Bauwerke. Dazu gehören der John Wayne Airport (SNA), der Long Beach Municipal Airport (LGB) und der Los Angeles International Airport (LAX). Über Verbindungsstraßen reicht die Autobahn nah an den Hafen von Long Beach und den Hafen von Los Angeles heran.
Der San Diego Freeway passiert des Weiteren mehrere Geschäfts- und Erholungsgebiete. Darunter sind auch viele Strände an der Meeresküste, die von Urlaubern aufgesucht werden.
Einige an der Interstate 405 gelegene Bildungseinrichtungen sind die Loyola Marymount University sowie die California State Universities in Northridge, Dominguez Hills und Long Beach. Die University of California hat zudem Vertretungen in Los Angeles und Irvine.
Kulturelle Einrichtungen wie das Skirball Cultural Center und das Getty Center liegen ebenfalls in der Nähe der Straße.

### Stauprobleme
Die Interstate 405 gehört zu den meistbefahrenen Straßen der Welt und ist daher häufig von Verkehrsstaus betroffen. Die Schnittstelle mit dem U.S. Highway 101 (Ventura Freeway) war 2002 das stauanfälligste Autobahnkreuz in den Vereinigten Staaten. Die Kreuzung mit der Interstate 10 (Santa Monica Freeway) lag knapp dahinter. Um die Staugefahr zu verringern, wurden abschnittsweise HOV-Lanes installiert. Diese Fahrbahnen dürfen nur von Autos mit zwei oder mehr Insassen benutzt werden. Die HOV-Lanes werden auch als diamond lanes (sie sind mit einem Rautensymbol gekennzeichnet) oder car pool lanes bezeichnet. Aufgrund des hohen Verkehrsaufkommens ist der San Diego Freeway bei Pendlern nicht sehr beliebt.

## Geschichte
Die Errichtung der Interstate 405 wurde 1955 beschlossen. Die Bauarbeiten begannen zwei Jahre darauf, der erste Abschnitt wurde 1961 eröffnet. Dieser Teil trug zunächst den Namen State Route 7 und befand sich hauptsächlich nördlich des Los Angeles International Airport. Die Kreuzungen westlich der Interstate 605 wurden vor 1965 fertiggestellt. Der letzte Abschnitt im Orange County wurde 1969 vollendet.

### Verfolgung von O. J. Simpson
Gefährliche Verfolgungsjagden sind auf der Interstate 405 keine Seltenheit. Einer der aufsehenerregendsten Fälle ereignete sich am Nachmittag des 17. Juni 1994, als der des Mordes an seiner Ehefrau verdächtigte O. J. Simpson über den Freeway flüchtete. Der ehemalige Footballstar und Schauspieler wurde von mehreren Fahrzeugen des Los Angeles Police Departments (LAPD) verfolgt. Am Steuer des Ford Bronco saß Simpsons ehemaliger Mannschaftskamerad Al Cowlings. Die Verfolgung wurde live im Fernsehen übertragen und endete erst Stunden später vor seiner Wohnung in Brentwood.

### Weitere Ereignisse
Am 16. Januar 1997 wurde Ennis Cosby, der einzige Sohn des Komikers Bill Cosby, auf der Interstate 405 ermordet, als er einen platten Reifen wechselte.
Im November 2003 wurde Amber Stachowski, eine Wasserball-Spielerin der UCLA Bruins und Mitglied der US-Nationalmannschaft, bei einem Autounfall auf der I-405 verletzt. Dabei erlitt sie eine Gehirnerschütterung. Sechs Monate später gewann Stachowski bei den Olympischen Spielen in Athen eine Bronze-Medaille.

## Die Interstate 405 in Kunst und Medien
Der Freeway wird oft durch Medien und Künstler thematisiert und hat daher über die Landesgrenzen hinaus Bekanntheit erlangt:

### In Film und Fernsehen
- 405 (2000), der Kurzfilm handelt von einem Flugzeug, das auf der Interstate 405 notlandet. Für die Darstellung des Geschehens wurden jedoch überwiegend Spezialeffekte benutzt.[10]

### In der Musik
- Die erste Strophe des Liedes Superman von Lazlo Bane lautet: „Out the door, just in time / Head down the 405 / Gotta meet the new boss by 8 AM.“
- In dem Lied The Vicodin Song singt Terra Naomi: „You can drive you can drive you can drive / down the 405 / to the 101 to my house / and these highways are in so many songs / I couldn’t count them all / I tried / so much sad history described in a ride.“
- Die Songschreiberin Neko Case erwähnt die Autobahn in dem Lied In California mit dem Satz: „another suicide on the 405.“
- Die schwedische Rock-Band Europe widmet sich in ihrem Song California 405 dem Highway.
- Halsey, eine amerikanische Sängerin, veröffentlichte einen Song namens „Drive“, der auch von Kalifornien handelt und unter anderem folgenden Inhalt enthält: “Swerving on the 405, I can never keep my eyes off this.”
- Der Musiker Addal ebenso wie die Band The Main Squeeze widmeten der Interstate 405 einen eigenen Song: 405.
- Im Song One Way Traffic der Red Hot Chili Peppers singt Anthony Kiedis: “Up that off-ramp 405 / Angry drivers on both sides.”
- In dem Lied Meet Me At Our Spot der Band THE ANXIETY, bestehend aus Willow Smith und Tyler Cole wird die Interstate 405 im Refrain erwähnt: „When we take a drive / Maybe we can hit the 405.“[11]
- Sängerin Gracie Abrams erwähnt den Highway in ihrem Song "405", dessen Titel auch nach der Interstate 405 benannt wurde

### In Bildern
Als Symbolbild für Verkehrsstaus wird oft eine Aufnahme der Interstate 405, die scheinbar vom Getty Center aus gemacht wurde, verwendet. Diese zeigt scheinbar die vollkommen zugestaute 22-streifige I-405. Jedoch handelt es sich bei dieser Aufnahme um eine Fotomontage eines Fotos aus dem Jahr 1998. Die Straße hat an dieser Stelle zehn Fahrstreifen sowie eine parallel dazu verlaufende vierstreifige Abfahrt.